# Honoré Jozef Coppieters
Honoré Jozef Coppieters (Overmere, 30 maart 1874 – Gent, 20 december 1947) was een Belgisch bisschop. Coppieters was de 27ste bisschop van het bisdom Gent (1927-1947).

## Levensloop
Honoré Coppieters was de oudste zoon van Benedictus Coppieters en Maria Sidonia Verstraeten. Zijn vader was landbouwer.
Hij studeerde aan het Sint-Vincentiuscollege te Eeklo, het Sint-Jozef-Klein-Seminarie te Sint-Niklaas en het Grootseminarie van Gent.
Daarna aan de Katholieke Universiteit Leuven waar hij in 1902 de graad van doctor en magister in de Theologie behaalde.
Op 19 december 1896 werd hij te Gent tot priester gewijd.
Van 1900 tot 1920 doceerde hij Bijbelexegese en Hebreeuws aan de Faculteit Godgeleerdheid Leuven. In 1902 werd hij er tot buitengewoon hoogleraar benoemd. Hij nam ook deel aan activiteiten van studenten. Zo was hij proost of moderator van de studentenvereniging Amicitia.
Op 29 december 1919 werd hij deken van Lokeren.
Op 8 augustus 1924 werd hij deken van Aalst.

## Bisschop
Op 28 januari 1927 werd hij tot hulpbisschop van Gent benoemd met recht van opvolging en tot titulair bisschop van Helenopolis in Bithynia.
Op 15 mei 1927 werd hij tot bisschop gewijd door kardinaal Jozef Van Roey met Eugène Van Rechem als mede-consecrator. Mgr. Coppieters was toen 53 jaar oud.
Op 17 mei 1927 werd hij officieel als bisschop van Gent aangesteld. Zijn wapenspreuk was Fide et Caritate (Met Geloof en Liefde).
Op 29 september 1929 wijdde hij de Sint-Daniëlkerk van Beervelde in.
Op 9 augustus 1930 bracht hij persoonlijk een nieuwe relikwie van Sint-Bavo naar de Kathedrale basiliek Sint Bavo van Haarlem.

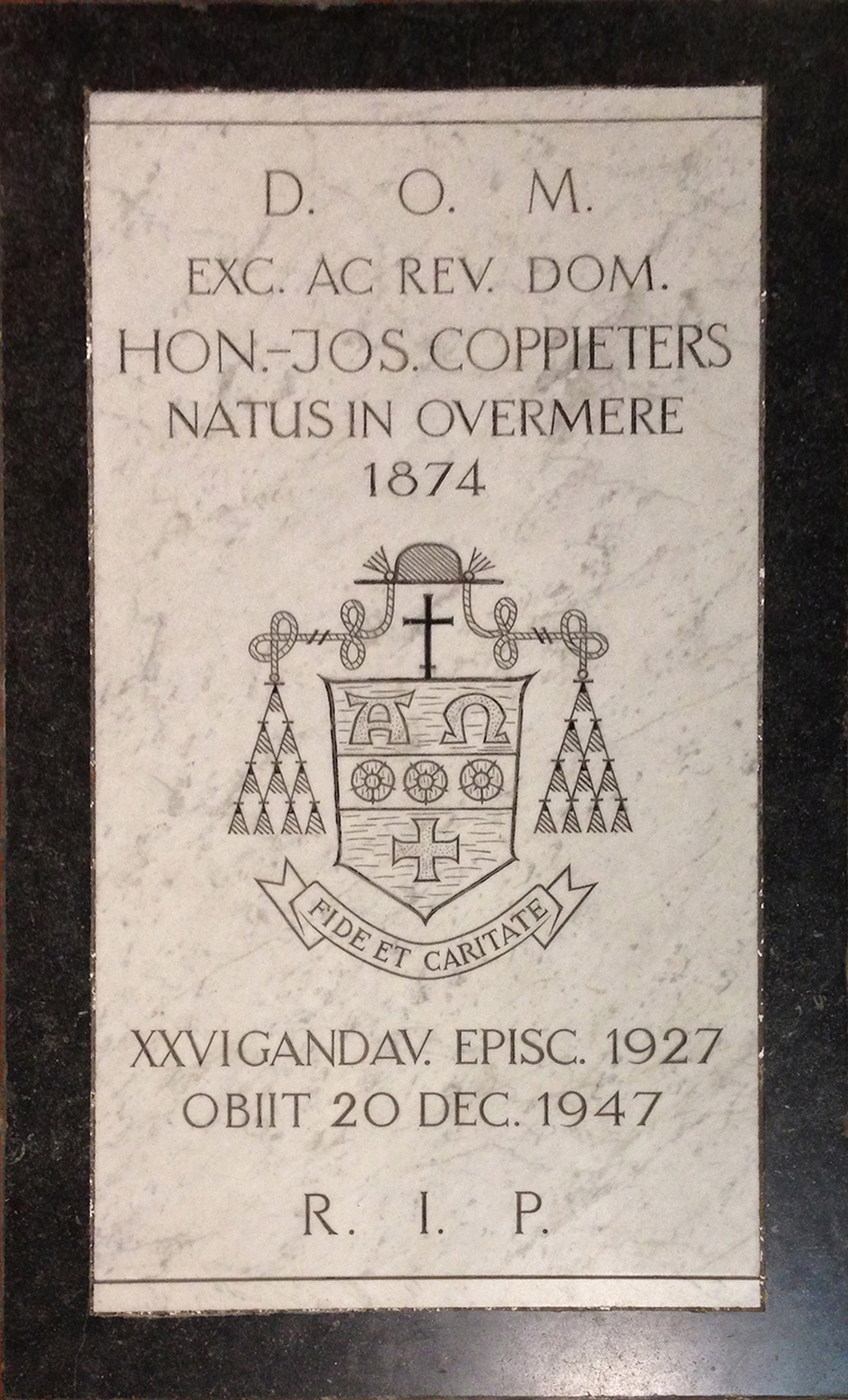
Grafplaat bisschop Honoratius Josephus Coppieters

Hij kreeg van de paus de eretitels van Huisprelaat van de Paus, Romeins graaf en Bisschop-troonassistent van Zijne Heiligheid.
Op 25 april 1933 was hij de hoofdconsecrator van Mgr. Eduard Van Goethem.
Op 5 januari 1935 gaf Mgr. Coppieters de toelating aan de Paters Franciscanen om zich in Ronse te vestigen.
In 1935 kocht hij het voor de Wereldtentoonstelling van 1935 door Johannes Klais Orgelbau uit Bonn gebouwd orgel aan, ter uitbreiding van het reeds bestaande orgel in de kathedraal.
Op 5 april 1936 wijdde hij de Heilig Hartkerk (Kolegem) in.
Bij zijn overlijden op 73-jarige leeftijd (op 20 december 1947) werd hij bijgezet in een priestergraf in de Bisschoppelijke Galerij op de Begraafplaats van Mariakerke en pas op 24 maart 1959 werd hij samen met vier andere bisschoppen (na zeven jaar onderhandelen van hulpbisschop Leo De Kesel) overgebracht naar de crypte van de Sint-Baafskathedraal.

## Varia
Onder zijn episcopaat werden twee panelen van het Lam Gods van de gebroeders Gebroeders Van Eyck) uit de Sint-Baafskathedraal van Gent gestolen. Het paneel de Rechtvaardige Rechters kwam nooit terecht.
De Vlaamse componist en koorleider Ernest de Regge was gehuwd met Helène Coppieters, een nicht van Coppieters.
Zijn geboortehuis in de Broekstraat 39 te Overmere is opgenomen in de Lijst van onroerend erfgoed in Oost-Vlaanderen onder nummer 79384. Rechts naast de voordeur werd in 1974 een arduinen gedenksteen geplaatst.